# Khalotyna calcarata
 (juillet 2025).
Genre
Espèce
Synonymes
- Dictyna calcarata Banks, 1904
- Dictyna dactylata Chamberlin, 1929
- Dictyna hoples Chamberlin, 1929

Khalotyna calcarata, unique représentant du genre Khalotyna, est une espèce d'araignées aranéomorphes de la famille des Dictynidae.

## Distribution
Cette espèce se rencontre aux États-Unis, au Canada et au Mexique.
Cette espèce a été introduite à Hawaï.

## Description
Le mâle holotype mesure 2,5 mm
Les femelles mesurent de 2,5 à 4,5 mm.

## Systématique et taxinomie
Cette espèce a été décrite sous le protonyme Dictyna calcarata par Banks en 1904. Elle est placée placée dans le genre Tosyna par Chamberlin en 1948, placée dans le genre Dictyna par Chamberlin et Gertsch, 1958 puis dans le genre Khalotyna par Montana, Cala-Riquelme, Crews, Gorneau, Al-Jamal, Alequín, Spagna, Ballarin et Esposito en 2025.
Dictyna dactylata et Dictyna hoples ont été placées en synonymie par Chamberlin et Gertsch, 1958.
Ce genre a été décrit par Cala-Riquelme, Alequín et Esposito en 2025 dans les Dictynidae.

## Publications originales
- Banks, 1904 : « Some Arachnida from California. » Proceedings of the California Academy of Sciences, sér. 3, vol. 3, no 13, p. 331-376 (texte intégral).
- Montana, Cala-Riquelme, Crews, Gorneau, Al-Jamal, Alequín, Spagna, Ballarin & Esposito, 2025 : « Tailor's drawer no more: a reappraisal of the spider family Dictynidae O. Pickard-Cambridge, 1871 sensu lato. » Zoological Journal of the Linnean Society, vol. 204, no 2, zlaf007, p. 1-97.